# Емануел Цвјетићанин
Емануел Цвјетићанин  (Слуњ, 8. август 1833 — Загреб, 1919) је био аустроугарски фелдмаршал-лајтнант (дивизијски генерал).

## Биографија
Рођен је у општини Раковица некадашња општина Слуњ,Крштено име му је било Манојло од оца Илије,Србин православне верооисповести. Припадао је старој српској породици, која води порекло од српског братства Богуновића, које је родом из Рашке. Населили су крајеве северне Црне Горе, Дубровника, Херцеговине, северне Далмације и Лике (1689). Касније се ово братство разгранало на више породица, као што су: Бундало, Ковачевић, Цвјетићанин и друга.
Барон Емануел фон Цвјетићанин је после аустријске окупације Босне и Херцеговине, тј. између 1878. и 1882. године, био главни организатор жандармерије у Сарајеву. Добио је велики број одликовања, од којих су орден Марије Терезије са којом је Емануел добио и титулу барона, витешки крст, и гвоздени крст за храброст.

Емануелова супруга звала се Софија Цвјетићанин рођ. Кривачић.
Александар I Карађорђевић му је понудио да буде један од његових војвода, али Манојло-Емануел ту понуду није прихватио. Емануелов син јединац, Милан Цветичанин се доселио у Београд. Милан је као српски административни подофицир потпоручник, пребачен са фронта и преминуо 6. октобра 1917. године, са још 21 војником, у градићу на југу у месту Сент Мандрије, близу Тулона у Француској.
У Другом светском рату велики број чланова Цвјетићанинове шире фамилије је страдао од усташких злочинаца. 31. јула 1942. године у Цркви Свете Богородице у Садиловцу заклани су 27 чланова фамилије Цвјетићанин а потом спаљени у млину од шест витлова. Емануел је често посећивао своју родбину у Садиловцу и лично им је он купио тај млин на реци Корани.
Милан је касније презиме променио из Цвјетићанин у Цветичанин.

## Родослов
Илија-отац Манојлов (Емануелов)
Емануелова супруга се звала Софија Цвјетићанин рођ Кривачић. Са Софијом је имао сина јединца Милана, чија су деца рођена у Београду.
Милан Цветичанин и Милица Бирчанин Цветичанин су имали четворо деце:
- Софија Цветичанин
- Мане Цветичанин
- Загорка Цветичанин
- Душан Цветичанин

Милан Цветичанин и Дара Цветичанин (друга жена) су имали двоје деце:
- Здравко Цветичанин
- Љубица Цветичанин

## Фото-галерија
- Емануел Цвјетићанин
- Емануел Цвјетићанин
- Милан Цветичанин син јединац.
- Софија Цвјетићанин рођена Кривачић